# Konrad von Jungingen
Konrad von Jungingen (ca. 1355 i Schwaben – 30. marts 1407 i Marienburg) var fra 1393 til 1407 den 25. højmester i den Tyske Orden. Han stammede fra schwabisk lavadel og var bror til Ulrich von Jungingen, som efter Konrad valgtes til den 26. højmester for den Tyske Orden.

## Levned
Konrad er formentlig kommet til Preussen omkring 1380. Her optræder han første gang i 1387 som huskomtur i Osterode. 1390 blev han Tressler og 30. november 1393 blev han valgt til højmester af storkapitlet.
Under Konrads ledelse besejrede Tyske Orden de på Gotland overvintrende likedeeler. Fra dette tidspunkt var Østersøen næsten fri for sørøvere. De resterende fetajlebrødre, herunder også Klaus Størtebeker, flygtede til Nordsøen.
Under Konrads ledelse opstod i 1393 byen Sensburg (Mragowo) i Østpreussen, hvor ordenen allerede i 1348 havde opført en træborg.